# Ampulex nasuta
Ampulex nasuta är en  stekelart som beskrevs av Er. André 1895. Ampulex nasuta ingår i släktet Ampulex och familjen Ampulicidae. Inga underarter finns listade i Catalogue of Life.